# دهستان رويدر
 روئيدَر  (بالفارسية: دهستان روئيدَر )، قرية كبيرة تتبع لـبلدة روئيدر (بالفارسية: بخش رويدر ) من توابع مدينة خمير وتقع في محافظة هرمزگان في جنوب إيران.

## خطوط الطول والعرض
تقع روئيدر في أسفل هضبة جبال شب، وتحد سلسلة جبال شب هذه الهضبة من الخلف، وتقع امامها الوديان والسهوب، وترتفع عن سطح البحر 400 متراً، ولها المختصات الجغرافية التالية 22 درجة و 37 دقيقة في الطول الشرقي، و 27 درجة و 15 دقيقة في العرض الشمالي. ويبلغ مساحتها حوالي 12500 كيلومتر مربع، وتقع على بعد 120 كيلومتراً في الشمال الشرقي لمدينة بستك.

## حدود قرية روئيدَر
حدود قرية روئيدَر: من الشمال کوه شو (كوه شب)، و(بَنُو وآوین)، ومن الجنوب (كوين)، ومن الغرب جبل، ومن الشرق تنتهي بـقرية کرویه.

## السكان
يبلغ عدد سكان هذه القرية حسب تعداد السكان لعام 2006 للميلاد، (8801) نسمه، من أهل السنة والجماعة وعلى المذهب الشافعي. يتكلون الفارسية باللهجة المحلية، لهم مدارس: ابتدائية، والاعدادية، والثانوية وكذلك بها بعض البرك لحفظ مياه ألأمطار، ومكتب لتحفيظ القرآن الكريم، وعيادة صحية صغيرة، وشبكة الماء الكهرباء،. كذلك بها أراضي شاسعة لزراعة القمح والشعير، ومزارع النخيل.

## وصلات خارجية
- التقسيمات الادارية لمحافظة هرمزگان